# Stara Litwa
Stara Litwa – wieś w Polsce położona w województwie podlaskim, w powiecie wysokomazowieckim, w gminie Kulesze Kościelne.
W latach 1975–1998 miejscowość administracyjnie należała do województwa łomżyńskiego.
Wierni kościoła rzymskokatolickiego należą do parafii św. Bartłomieja Apostoła w Kuleszach Kościelnych.

## Historia
W czasie popisu szlachty litewskiej z 1528 roku wymieniono Seło Litiwany zemiane. Nazwa wsi ma zapewne związek z przynależnością tej ziemi do Litwy. Stara Litwa stanowiła niegdyś część okolicy szlacheckiej Kulesze. Pierwszymi mieszkańcami byli Kuleszowie herbu Ślepowron.
W akcie przysięgi szlachty podlaskiej królowi polskiemu zapisano dane o rycerzach ze wsi Culesze Lithwa. Spis podatkowy z 1580 roku podał dane o wsi: Kuliesse Lithwa Bogdanowiętha. Jej mieszkańcami byli: Kalikst syn Piotra Kuleszy oraz Andrzej syn Jakubowy.
W roku 1827 notowano tu 20 domów i 122 mieszkańców.
W końcu XIX we wsi 21 drobnoszlacheckich gospodarzy. Średnie gospodarstwo mierzyło 8,4 ha.
W 1921 roku w miejscowości 19 domów i 116 mieszkańców.